# Arctapodema ampla
Arctapodema ampla is een hydroïdpoliep uit de familie Rhopalonematidae. De poliep komt uit het geslacht Arctapodema. Arctapodema ampla werd in 1902 voor het eerst wetenschappelijk beschreven door Vanhöffen. 